# Língua algonquina
Para a família linguística da qual o algonquim faz parte, ver Línguas algonquinas.
O algonquino ou algonquiano (ᐊᓂᔑᓈᐯᒧᐎᓐ, Anicinâbemowin) é um idioma da família linguística algonquina, falada pelas tribos que formam o grupo étnico também denominado de algonquino. É falado, juntamente com o francês e o inglês, pelas Primeiras Nações Algonquinas do Quebec e de Ontário. Em 1998 existiam 2.275 falantes do algonquino, dos quais menos de 10% era monoglota. O algonquino, como muitos idiomas dos indígenas da América do Norte, tem no verbo um de seus elementos principais, e a maior parte dos significados são incorporados aos verbos, em lugar da utilização de preposições, tempos verbais, etc.

## Classificação
O algonquino é uma língua algonquina, da família álgica, e descende do proto-algonquino. É considerado um dialeto particularmente afastado do ojibwe por muitos estudiosos, assumindo o papel de língua de transição entre os idiomas falados pelos ojibwe e os que são falados pelos abenaki. Os próprios falantes do algonquino, no entanto, embora chamem a si próprios de Anicinàbe ("Anishinaabe"), como os ojibwe, não são identificados com estes e são chamados por eles de Odishkwaagamii ("aqueles no fim do lago"). Entre os algonquinos os nipissing são chamados de Otickwàgamì (ortografia algonquina para o termo ojibwe Odishkwaagamii) e seu idioma como Otickwàgamìmowin, enquanto o resto das comunidades algonquinas se chamam de Omàmiwininiwak ("homens da correnteza abaixo"), e seu idioma como Omàmiwininìmowin ("fala dos homens da correnteza abaixo").
Além do algonquino, algumas línguas consideradas como dialetos afastados do ojibwe incluem o mississauga, também chamado de ojibwe oriental, e o odawa. O potawatomi era considerado também como um dialeto do ojibwe, porém hoje em dia passou a ser considerado um idioma diferente. Culturalmente, os algonquinos e os mississaugas não fizeram parte da aliança conhecida como Conselho dos Três Fogos, preferindo manter laços culturais mais fortes com as tribos abenaki, atikamekw e cree.
Entre os outros idiomas algonquinos mais próximos do algonquino estão o blackfoot, cheyenne, cree, fox, menominee, potawatomi e shawnee. A família álgica contém os idiomas algonquinos e os chamados idiomas "ritwan", wiyot e yurok. O ojibwe, bem como as línguas que lhe são similares, são designados frequentemente de idiomas "algonquinos centrais", embora esta classificação seja na verdade mais um agrupamento geográfico do que genético. Entre os idiomas algonquinos, apenas as línguas algonquinas orientais constituem de fato um subgrupo genético distinto.

### Dialetos
O próprio algonquino se divide em diversos dialetos. Os habitantes nativos de Maniwaki consideram o seu idioma como algonquino, embora linguisticamente ele seja um dialeto do ojibwe oriental.

## Escrita
A língua algonquina, a exemplo de todas as línguas ameríndias, usa o alfabeto latino quando deve se apresentar escrita numa forma que foi ensinada pelos missionários aos nativos:
- 10 vogais - A, E, I, O/U, À, È, Ì, Ò
- 6 ditongos - Aw, Ay, Ew, Ey, Iw, Ow
- 17 Consoantes - B, C, D, Dj, H, J, K, M. N, P, S, T, Tc, W, Y, Z;

## Fonologia

### Consoantes
Os fonemas consonantais, bem como os principais alófonos em uma das diversas ortografias comumente utilizadas estão listadas a seguir (com a respectiva representação no AFI entre colchetes):
|           |          | Bilabial | Alveolar | Pós-alveolar | Velar  | Glotal |
| --------- | -------- | -------- | -------- | ------------ | ------ | ------ |
| Plosiva   | sonora   | b [b]    | d [d]    |              | g [g]  |        |
| Plosiva   | surda    | p [p]    | t [t]    |              | k [k]  |        |
| Plosiva   | aspirada | p [pʰ]   | t [tʰ]   |              | k [kʰ] |        |
| Africada  | sonora   |          |          | dj [ʤ]       |        |        |
| Africada  | surda    |          |          | tc¹ [ʧ]      |        |        |
| Fricativa | sonora   |          | z [z]    | j [ʒ]        |        |        |
| Fricativa | surda    |          | s [s]    | c¹ [ʃ]       |        | h [h]  |
| Nasal     |          | m [m]    | n [n]    |              |        |        |
| Aprox.    |          | w [w]    | y [j]    |              |        |        |

1. Algumas comunidades grafam "tc" e "c", outras grafam "tch" e "ch", enquanto outras grafam "ch" e "sh".

### Aspiração e alofonia
As consoantes p, t e k do algonquino não recebem aspiradas quando são pronunciadas entre duas vogais, ou depois de um m ou n; as oclusivas surdas normais e as oclusivas surdas aspiradas são alófonos no algonquino. Assim, kìjig ("dia") é pronunciado [kʰiːʒɪg], mas anokì kìjig ("dia de trabalho") pronuncia-se [ʌnokiː kiːʒɪg].
O [h] no algonquino pode ser pronunciado tanto como [h] como quanto [ʔ].

### Vogais
| curtas - a [ʌ] - e [e] or [ɛ] - i [ɪ] - o ou u [ʊ] | longas - à (também á ou aa) [aː] - è (também é ou ee) [eː] - ì (também í ou ii) [iː] - ò (também ó ou oo) [oː] |

#### Ditongos
- aw [aw]
- ay [aj]
- ew [ew]
- ey [ej]
- iw [iw]
- ow [ow]